# Illes Estelas
Les Illes Estelas (en portuguès Ilhas Estelas) són a l'arxipèlag de les illes Berlengas, al nord-est de l'illa principal de l'arxipèlag, l'illa Berlenga, a la regió centre de Portugal. Des del punt de vista geològic, estan constituïdes per les mateixes roques que l'illa Berlenga, és a dir, roques intrusives (granit). L'illa de Berlenga és a 11 km de Peniche. Presenta uns 1.500 m de llarg i uns 800 m d'ample. A les illes sovint es practica vela esportiva, rem i altres esports nàutics.

## Illes de l'arxipèlag
- Ilha Estela
- Ilha Edralão
- Meda do Sul
- Meda do Norte